# Touch (NEWSのアルバム)
『touch』（タッチ）は、日本の男性アイドルグループ、NEWSのファーストアルバムである。

## 概要
デビューシングル『NEWSニッポン』から、3枚目のシングル『チェリッシュ』までを収めたファーストアルバム。完全初回限定盤は特典DVDが付属し、全14曲。通常盤はボーナストラックが追加され全16曲となる。バレーボールの主要な大会のイメージキャラクターを務めた際のイメージソングや、スクービードゥー、PE'Z、ケツメイシら、著名アーティストによる提供・アレンジ曲が多数収録される。

## 収録曲

### CD
※は通常盤のみ収録。
1. 希望〜Yell〜
作詞・作曲・編曲: 井手コウジ
  - 1stシングル
  - TBS/フジテレビ系『アテネオリンピックバレーボール世界最終予選』イメージソング
2. きらめきの彼方へ
作詞・作曲・編曲: 酒井ミキオ
  - フジテレビ系『第36回春の高校バレー』イメージソング
  - ニベア花王「8×4パウダースプレー」CMソング
3. 紅く燃ゆる太陽
作詞: Satomi、作曲・編曲: Shusui, Stefan Engblom, Axel Belinder、編曲: 中西亮輔, Shusui, Stefan Engblom, Axel Bellinder、Poetry: 山下智久
  - 2ndシングル
  - フジテレビ系『バレーボール・ワールドグランプリ2004』イメージソング
4. I・ZA・NA・I・ZU・KI
作詞: 近藤ナツコ、作曲: Joey Carbone, David Kater, Jay Condiotti、編曲: 鈴木Daichi秀行
  - 後に21stシングル『EMMA』初回盤Bのカップリングとして4人バージョンが再録されている。
  - この曲はアルバム『NEWS EXPO』のDISC2に再び3人バージョンで再録されている。
5. LOVE SONG - 山下智久
作詞・作曲: 山下智久、編曲: HIKARI
6. ずっと - 増田貴久・手越祐也
作詞: 近藤ナツコ、作曲: 上野浩司、編曲: h-wonder
7. High TEN! - 小山慶一郎・増田貴久・加藤成亮・草野博紀
作詞: 稀月真皓、作曲・編曲: 前嶋康明
8. 恋焼け - 錦戸亮・手越祐也・草野博紀
作詞: 稀月真皓、作曲・編曲: Shusui, Henric Uhrbom, Julius Bengtsson
9. 疾走! Friday Night - 錦戸亮・内博貴
作詞・作曲: 松木泰二郎（スクービードゥー）、編曲: スクービードゥー
10. Say Hello
作詞: ARCHIBOLD, 阿閉真琴, 春和文、作曲: ARCHIBOLD、編曲: PE'Z
11. チェリッシュ
作詞・作曲・編曲: 福士健太郎
  - 3rdシングル
  - TBC「Good News」キャンペーンソング
12. 柔らかなままで
作詞・作曲: Ryoji（ケツメイシ）、編曲: NAOKI-T
13. NEWSニッポン
作詞: KNM PROJECT、作曲・編曲: 馬飼野康二
  - セブンイレブン限定シングル
  - フジテレビ系『バレーボールワールドカップ2003』イメージソング
14. 夢の数だけ愛が生まれる〈A cappella version〉
作詞: zopp、作曲: Larry Forsberg, Sven-inge Sjoberg, Lennart Wastesson、編曲: 高橋哲也
後に4thシングル『TEPPEN』カップリングとしてオリジナルバージョンが収録された。
15. Stand Up〈Rock Version〉※
作詞・作曲：Richard Fairbrass, Christopher Fairbrass, Clyde Ward、日本語詞: 黒須チヒロ、編曲: 中西亮輔
  - 1stシングルカップリングのロックバージョン
16. チェリッシュ〈Ryoji（from ケツメイシ）Remix〉※
  - 3rdシングルのリミックスバージョン

### 特典DVD
※完全初回限定盤のみ
1. PRIVATE MOVIE
  - 2004年9月開催「NEWSプライベートパーティー」内企画
2. CONCERT（夢の数だけ愛が生まれる）
  - 2005年初春開催「NEWSnowCONCERT」ライブ映像
3. MESSAGE 
  - 初アルバムリリースに向けたメンバーコメント

## チャート成績
発売初週に16.4万枚を売り上げオリコンアルバムチャートで週間1位を獲得した事により、NEWSはメジャーデビューシングル『希望〜Yell〜』以来、4作連続の首位となった。

## 収録映像作品
きらめきの彼方へ
- Never Ending Wonderful Story
- NEWS CONCERT TOUR pacific 2007 2008 -THE FIRST TOKYO DOME CONCERT
- NEWS LIVE DIAMOND
- NEWS LIVE TOUR 2012 〜美しい恋にするよ〜

I・ZA・NA・I・ZU・KI
- SUMMARY of Johnnys world Digest
- Never Ending Wonderful Story
- NEWS LIVE DIAMOND
- NEWS LIVE TOUR 2012 〜美しい恋にするよ〜

- NEWS LIVE TOUR 2016 QUARTETTO
- NEWS LIVE TOUR 2019 WORLDISTA

恋焼け
- Never Ending Wonderful Story - 6人で披露

Say Hello
- NEWS LIVE DIAMOND

夢の数だけ愛が生まれる
- touch（初回盤）
- 星をめざして（初回盤）
- NEWS CONCERT TOUR pacific 2007 2008 -THE FIRST TOKYO DOME CONCERT
- NEWS LIVE DIAMOND